# Эль-Кокуй
Эль-Кокуй (исп. El Cocuy) — небольшой город и муниципалитет на северо-востоке центральной части Колумбии, на территории департамента Бояка. Входит в состав провинции Гутьеррес.

## История
Поселение, из которого позднее вырос город, было основано в 1541 году. Муниципалитет Эль-Кокуй был выделен в отдельную административную единицу в 1751 году.

## Географическое положение

Муниципалитет Эль-Кокуй

Город расположен в северо-восточной части департамента, в гористой местности Восточной Кордильеры, к востоку от реки Чикамоча, на расстоянии приблизительно 134 километров к северо-востоку от города Тунха, административного центра департамента. Абсолютная высота — 2646 метров над уровнем моря.
Муниципалитет Эль-Кокуй граничит на севере с территорией муниципалитета Гуикан, на северо-западе — с муниципалитетом Панкеба, на западе — с муниципалитетом Сан-Матео, на юго-западе — с муниципалитетом Ла-Увита, на юге — с муниципалитетом Чита, на юго-востоке — с территорией департамента Касанаре, на востоке — с территорией департамента Араука. Площадь муниципалитета составляет 253 км².

## Население
По данным Национального административного департамента статистики Колумбии, совокупная численность населения города и муниципалитета в 2015 году составляла 5241 человек.
Динамика численности населения муниципалитета по годам:
| 2005 | 2006 | 2007 | 2008 | 2009 | 2010 | 2011 | 2012 | 2013 | 2014 | 2015 |
| ---- | ---- | ---- | ---- | ---- | ---- | ---- | ---- | ---- | ---- | ---- |
| 5582 | 5550 | 5515 | 5485 | 5451 | 5415 | 5384 | 5345 | 5309 | 5276 | 5241 |

Согласно данным переписи 2005 года мужчины составляли 50,6 % от населения Эль-Кокуя, женщины — соответственно 49,4 %. В расовом отношении белые и метисы составляли 99,8 % от населения города; негры, мулаты и райсальцы — 0,1 %; индейцы — 0,1 %.
Уровень грамотности среди всего населения составлял 89,8 %.

## Экономика
Основу экономики Эль-Кокуя составляет сельское хозяйство.

65,1 % от общего числа городских и муниципальных предприятий составляют предприятия торговой сферы, 21,6 % — предприятия сферы обслуживания, 13 % — промышленные предприятия, 0,3 % — предприятия иных отраслей экономики.